# Rannvá Biskopstø Andreasen
Rannvá Biskopstø Andreasen (* 10. November 1980) ist eine färöische Fußballspielerin. Sie ist die erfolgreichste Torschützin der ersten färöischen Liga sowie der Nationalmannschaft.

## Verein
Andreasen spielt seit ihrer Jugend bei KÍ Klaksvík. Ihr erstes Spiel in der ersten Liga absolvierte sie 1995 im Alter von 14 Jahren bei der 0:11-Auswärtsniederlage gegen HB Tórshavn am dritten Spieltag der Saison. Ihr erstes Tor gelang ihr beim Nachholspiel des ersten Spieltages zum 1:3 bei der 2:4-Auswärtsniederlage gegen Skála ÍF. In ihrer ersten Saison zählte sie bereits zu den Stammspielern und erzielte in der Liga 15 Tore. 1997 gewann sie an der Seite von Malena Josephsen, Annelisa Justesen und Ragna Patawary ihre erste Meisterschaft, zudem wurde sie mit 28 Treffern erstmals Torschützenkönigin. 2000 gelang dann das Double aus Meisterschaft und Pokal (2:0 gegen HB Tórshavn). 2003 stellte Andreasen mit 46 erzielten Ligatoren einen neuen Rekord auf. Insgesamt wurde sie zwölf Mal Torschützenkönigin, 23 Mal Meister und 16 Mal Pokalsieger. Bei den späteren Meistertiteln zählten unter anderem auch Katrina Akursmørk, Oddrún Danielsen, Durita Hummeland, Olga Kristina Hansen, Óluva Joensen, Bára Klakstein, Eyðvør Klakstein, Tóra Mohr, Fríðrún Olsen, Birita Ryan, Sanna Svarvadal, Maria Thomsen sowie Randi Wardum zur Mannschaft.
Mit 561 Toren in 449 Einsätzen ist sie sowohl Rekordtorschützin als auch Rekordspielerin der ersten Liga.

### Europapokal
In 56 Spielen der UEFA-Women’s-Champions-League-Spielen erzielte Andreasen 16 Treffer und damit die meisten für KÍ. Ihr Debüt gab sie 2001/02 in der Vorrunde beim 2:1-Sieg gegen USC Landhaus Wien, sie erzielte beide Treffer für KÍ Klaksvík.

## Nationalmannschaft
Andreasen absolvierte mit 56 Spielen hinter Heidi Sevdal und Olga Kristina Hansen die drittmeisten für die Nationalmannschaft, zudem ist sie mit 27 Toren Rekordtorschützin. Das erste Spiel absolvierte sie am 12. Oktober 2004 bei der 1:2-Niederlage im Freundschaftsspiel gegen Irland in Klaksvík. Ihr erstes Tor erzielte sie am 6. Juni 2005 bei der 1:2-Niederlage im Freundschaftsspiel gegen Irland in Dublin. Im letzten Spiel am 9. März 2020 traf sie im Freundschaftsspiel gegen Estland in Tórshavn zum 1:1-Endstand.

## Erfolge
- 23× Färöischer Meister: 1997, 2000, 2001, 2002, 2003, 2004, 2005, 2006, 2007, 2008, 2009, 2010, 2011, 2012, 2013, 2014, 2015, 2016, 2019, 2020, 2021, 2022, 2023
- 16× Färöischer Pokalsieger: 2000, 2002, 2003, 2004, 2006, 2007, 2008, 2010, 2011, 2012, 2013, 2014, 2015, 2016, 2020, 2022
- 2× Färöischer Supercup-Sieger: 2021, 2023
- 12× Torschützenkönigin der ersten färöischen Liga: 1997, 1998, 2002, 2003, 2004, 2006, 2008, 2009, 2010, 2011, 2012, 2014

## Persönliches
Andreasen ist die Zwillingsschwester von Ragna Patawary.